# 克羅伊茨峰 (奧茨塔爾阿爾卑斯山脈)
46°48′59″N 10°52′12″E / 46.81639°N 10.87000°E

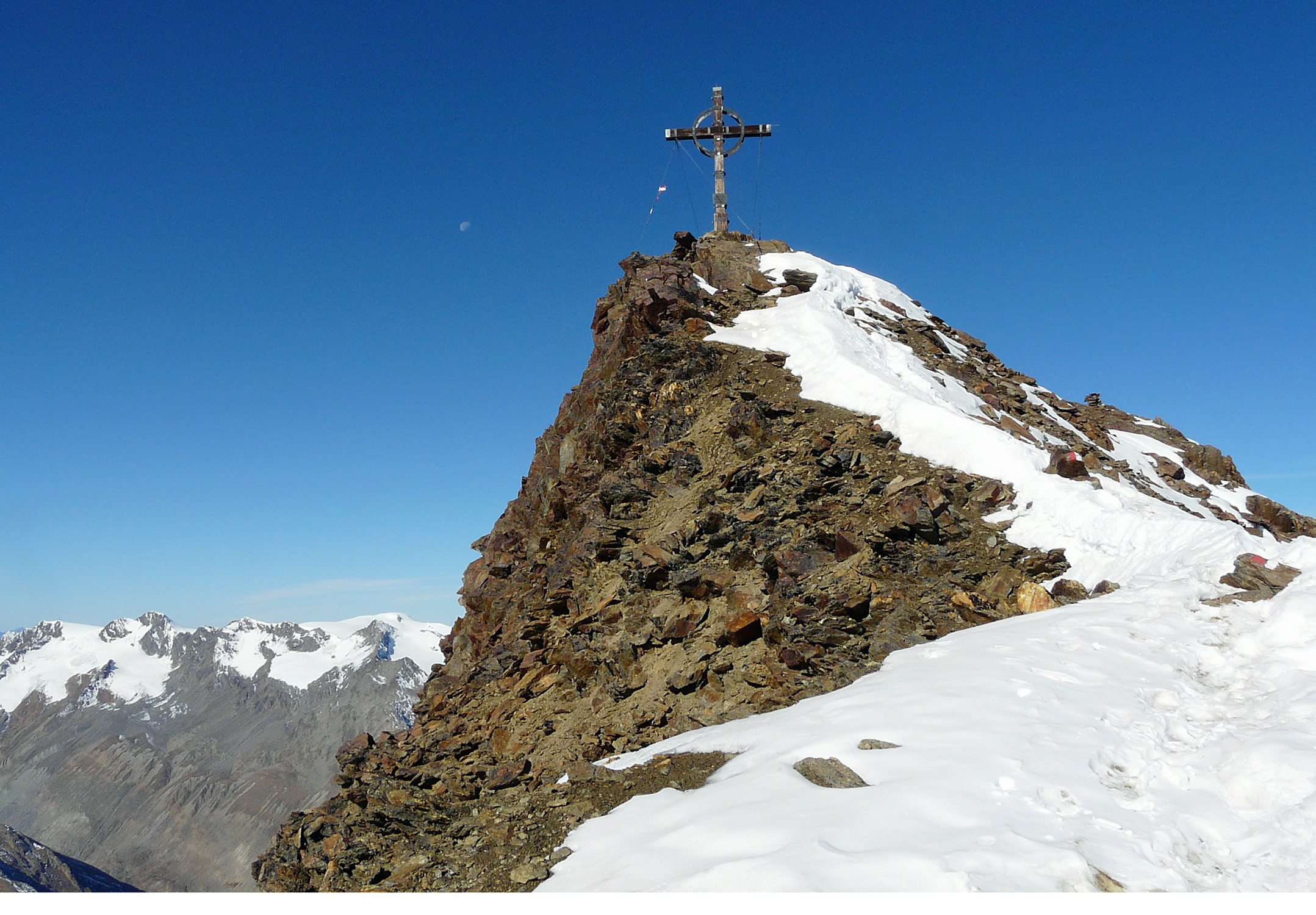

克羅伊茨峰（德語：Kreuzspitze），是奧地利的山峰，位於該國西部，由蒂羅爾州負責管轄，屬於奧茨塔爾阿爾卑斯山脈的一部分，距離菲奈爾峰5公里，海拔高度3,455米，人類在1865年首次登頂。